# ام‌اف‌آی-۱۷ موششاک
ام‌اف‌آی-۱۷ موششاک (به انگلیسی: PAC_MFI-17_Mushshak) یک هواگرد ملخ‌پیشین تک‌موتوره از نوع هواپیمای آموزشی، تهاجمی ساخت شرکت Pakistan Aeronautical Complex است. هواگرد ام‌اف‌آی-۱۷ موششاک نخستین پروازش را در ۱۹۸۱ میلادی انجام داد. در مجموع، تعداد ۲۰۰+ فروند از این هواگرد ساخته شده‌است.